# Günter Schäfer (Fußballspieler)
Günter Schäfer (* 30. August 1953 in  Troisdorf) ist ein ehemaliger deutscher Fußballspieler.

## Laufbahn

### 1. FC Köln
Der defensive Mittelfeldspieler begann das Fußballspielen bei seinem Heimatverein 1. FC Spich und wurde in verschiedene regionale Auswahlmannschaften berufen. 1972 wechselte er zur A-Jugend des 1. FC Köln. Überraschend wurde er im Juni 1973 für den Profikader des FC für das DFB-Pokal-Finale 1973 gegen Borussia Mönchengladbach (1:2) berufen, jedoch nicht eingesetzt. In den nächsten Jahren spielte er für die Amateurmannschaft der Geißböcke in der Verbandsliga Mittelrhein. Im Halbfinal-Rückspiel des UEFA-Pokal 1974/75 (0:1, erneut gegen Gladbach) kam Schäfer zu seinem ersten Einsatz bei den Profis des 1. FC Köln, als er von Trainer Zlatko „Tschik“ Čajkovski in der 80. Spielminute eingewechselt wurde. Im Sommer 1975 erhielt Schäfer einen Profivertrag bei den Kölnern, wurde aber für kein weiteres Pflichtspiel berücksichtigt.

### VfL Osnabrück
1976 wechselte Schäfer zum VfL Osnabrück, für den er in der 2. Bundesliga Nord insgesamt 81 Spiele absolvierte und dabei 12 Tore erzielte. Die sportlichen Highlights in den drei Jahren in Osnabrück spielten sich im DFB-Pokal ab, als der VfL in der dritten Runde 1976/77 Borussia Dortmund mit 3:1 bezwang, wobei Schäfer einen Treffer beisteuerte. 1978/79 kam Schäfer beim spektakulären 5:4-Zweitrundensieg der Osnabrücker beim FC Bayern München ebenfalls zum Einsatz. Nach Ende der Saison 1978/79 ging Schäfer zurück in den Amateurbereich.

## Statistik
- 1. FC Köln:
  - 1 Spiel UEFA-Pokal
- VfL Osnabrück:
  - 81 Spiele 2. Bundesliga
  - 7 Spiele DFB-Pokal